# Kevin McGreskin
Kevin McGreskin (ur. w Szkocji) – szkocki trener piłkarski.

## Kariera trenerska
Od lipca 2011 do stycznia 2013 roku pracował jako asystent trenera Partick Thistle F.C. Od początku 2012 roku jest selekcjonerem reprezentacji Kiribati. Od lutego do grudnia 2013 roku pomagał trenować Dundee United F.C.